# 야마구치 나쓰오

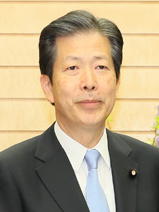
2016년 모습

야마구치 나쓰오(일본어: 山口那津男, 1952년 7월 12일 ~ )는 일본의 정치인이다. 2009년부터 공명당 대표직을 맡고 있다.

## 역대 선거 결과
|  | 18.7% |

|  | 18.1% |

|  | 17.48% |

|  | 13.45% |

|  | 14.15% |

|  | 14.18% |